# 臺中市北區篤行國民小學
臺中市北區篤行國民小學（簡稱篤行國小）是臺灣臺中市北區的一所國民小學，最初為日治時期1918年設立的臺中女子公學校，至今已超過百年歷史。

## 校史

### 日治時期
- 臺中街在早期的公學校只有臺中公學校（當時原址現為居仁國中），由於學生逐漸增加導致校舍空間不足，於是在1900年借用位在大墩舊街台中萬春宮的一部分作為「臺中公學校女子部」，可算是臺中市現代女子初等教育的開端。
- 1902年9月，臺中公學校改建，男學生因此也移到萬春宮上課，直到臺中公學校在1903年1月4日落成後，男、女學生皆遷回原校地上課。
- 1910年3月底，臺中市最初的女學生3人畢業。
- 1918年4月1日，「臺中女子公學校」自臺中公學校分離設立，沿用原臺中公學校校舍（後編為明治町二丁目1番地），此年學生有308人，編為六個年級；臺中公學校則在同時遷到忠孝國小現址，後稱村上公學校。1932年4月1日，臺中女子公學校改稱「臺中市幸公學校」[1]。
- 1941年4月1日，改制為「幸國民學校」。
- 由於校舍建築受到嚴重的白蟻侵害問題，位在臺中第二高等女學校（今臺中二中）西北側的新校舍於1943年動工，而幸國民學校改稱「昭和國民學校」[2]，並在之後遷入新校舍，其原校舍在之後則由干城國民學校（成功國小前身）使用[3]。

### 光復後
- 1946年2月6日改為「仁愛國民學校」。
- 1947年7月1日改為「篤行國民學校」。
- 1952年設立忠明分校。
- 1957年設立健行分校。
- 1968年因九年國民義務教育實施，改為「篤行國民小學」[4]。
- 2018年3月31日，篤行國小舉辦創校100週年校慶[5]。

## 歷任校長
1. 邱淼鏘：1945年12月1日－1970年1月1日
2. 李木火：1970年8月29日－1972年10月1日
3. 廖萬順：1973年1月4日－1973年12月1日
4. 林耀崇：1974年8月24日－1979年
5. 林長榮：1979年9月14日－1986年3月1日
6. 陳輝煌：1986年6月17日－1991年7月31日
7. 吳昆財：1991年8月1日－1993年7月31日
8. 劉祖騫：1993年8月1日－1995年7月31日
9. 權潤梅：1995年8月1日－1997年7月31日
10. 吳美賢：1997年8月1日－2008年7月31日
11. 周百營：2008年8月1日－2012年7月31日
12. 林怡光：2012年8月1日－2016年7月31日
13. 彭瑞洵：2016年8月1日－2024年7月31日
14. 賴振權：2024年8月1日－現任